# Evening StREAM
Evening StREAM（イブニング・ストリーム）はエフエム秋田で放送されているラジオ番組。2011年4月1日放送開始。放送時間は毎週金曜 16:00 - 17:55。
最新のニュースや天気予報、音楽・話題などで構成されている夕方の生放送情報番組である。
エフエム秋田のホームページ及びタイムテーブルでは先述の正式名称（ストリームのtのみ小文字）で表記されているが、新聞の番組表ではカタカナ表記。

## 番組概要
番組開始の前日（2011年3月31日）まで平日夕方に放送していた『イブニング・オペレーション』をリニューアルした番組である。同番組より開始時間が17:00から16:00に繰り上がり、放送時間も2時間に拡大された。
番組内容はイブニング・オペレーションから引き継いだコーナーがほとんどだが、一部朝の情報番組『JOPUモーニング秋田』（2011年3月31日終了）から引き継いだコーナーも放送されている。また、リスナーから曲のリクエストを受け付けるようになった。
生放送という特性を生かし、秋田県内の道路で交通規制が発生した場合や気象情報（警報・注意報など）が入った場合、情報を随時伝えることがある。
月曜から木曜の放送はゲツモク Live Compilation ブンブン!!（13:30 - 17:55）の開始に伴い2014年3月で終了となり、同年4月からは金曜のみの放送となった。

### 放送時間
- 放送開始 - 2014年3月：平日 16:00 - 17:55
- 2014年4月 -　現在：毎週金曜 16:00 - 17:55

## パーソナリティ
- 高橋紀子（2014年4月 - ）

ニュースコーナーのみパーソナリティとは別に担当者がいる。
過去のパーソナリティ
| 期間     | 期間      | 月・水曜日   | 火曜日       | 木曜日       | 金曜日     |
| -------- | --------- | ------------ | ------------ | ------------ | ---------- |
| 2011.4.1 | 2014.1.31 | 東海林祐美子 | 桜庭みさお   | 大島貴志子   | 武藤綾子   |
| 2014.2.3 | 2014.3.31 | 東海林祐美子 | 桜庭みさお   | 大島貴志子   | 宮野さおり |
| 2014.4.4 | 現在      | （放送なし） | （放送なし） | （放送なし） | 高橋紀子   |

## タイムテーブル

### 現在
- 16:00 - オープニング
- 16:40 - AFMニュース（奇数月は「AFM読売新聞ニュース」、偶数月は「AFM朝日新聞ニュース」）
- 16:55 - さきがけアラカルト
- 17:12 - Weather
- 17:20 - Today's News

この時間のニュースでは後半に県内ニュースを取り上げている。
- 17:25 - J-POP & Sports
- 17:35 - News Digest

16:40と17:20に報じたニュースをダイジェスト形式で紹介する。
さきがけアラカルトは月曜 - 木曜はMIX内にて同時間帯に放送している。

### 月曜 - 金曜時代（2011年4月 - 2014年3月）
- 16:00 - オープニング
- 16:05 - Today's Selection
- 16:26 - Information
- 16:30 - Hit Songs
- 16:40 - AFMニュース（奇数月は「AFM読売新聞ニュース」、偶数月は「AFM朝日新聞ニュース」）
- 16:45 - あぐりずむ（JFN系列38局ネット、月曜 - 木曜）、Information（金曜）
- 16:55 - さきがけアラカルト
- 17:01 - SUZUKIpresents KAT-TUN 田口淳之介のTAG-TUNE DRIVING（JFN系列38局ネット、月曜 - 木曜）[3]、Music Selection（金曜）

金曜日の第一週は今宵もピアチェーレに♪を放送。
番組表では17:00開始だが、実際の放送では時報後にCMを挟んで17:01開始である。
- 17:12 - Weather
- 17:20 - Today's News
- 17:25 - J-POP & Sports
- 17:35 - News Digest
- 17:40 - Information（月曜 - 木曜）、Job Press on RADIO（金曜、パーソナリティは真坂はづき）
- 17:45 - Music & Information

### 過去に放送されていたコーナー
- 東北醤油のかんたん口福（こうふく）レシピ（ - 2014年2月21日）

金曜 16:17頃に放送。出演は金曜担当の武藤綾子。武藤が番組を卒業した後（2014年2月）も同コーナーは引き続き出演していた。

## その他
- 木曜日の大島担当日にはアーティストへのインタビューの模様を放送したり、稀にアーティストが生出演することがある。
- 毎年12月中旬 - 3月中旬の冬季期間、秋田県内のゲレンデ情報を伝える『ゲレンデインフォメーション』が当番組内で放送される。2010年度までは平日朝8:30 - 8:40に放送していたが、月曜 - 木曜の放送は2011年度から、金曜の放送は2013年度から夕方の当番組に移動した[4]。
- 2013年12月30日 - 2014年1月3日の年末年始期間は放送休止となった。なお、2011年度・2012年度は年末年始期間も通常通り生放送を実施した。